# GIG Office Point
GIG Office Point – biurowiec położony przy alei W. Korfantego 79 w Katowicach, w dzielnicy Koszutka. Został on oddany do użytku w 1971 roku jako jeden z budynków Głównego Instytutu Górnictwa, w którym miało się pomieścić siedem zakładów naukowych. Wieżowiec posiada łącznie 13 kondygnacji, a jego łączna wysokość wynosi 65 metrów.

## Historia
Biurowiec GIG Office Point powstał na terenie Głównego Instytutu Górnictwa, powołanego jaki Instytut Naukowo-Badawczy Przemysłu Węglowego 16 kwietnia 1945 roku w Katowicach. Pierwotnie siedziba mieściła się przy ulicy Stawowej 19, a w 1948 roku Instytut przeniósł się pod dzisiejszy plac Gwarków 1. W następnych latach w tamtym rejonie powstawały następne hale technologiczne i pracownie GIG-u.
Trzynastokondygnacyjny wieżowiec GIG-u był ostatnią inwestycją Instytutu. Wieżowiec został oddany do użytku w 1971 roku (bądź w 1973 roku). Miał on być najbardziej spektakularnym elementem zespołu zabudowy Głównego Instytutu Górnictwa, a w nim miało się znaleźć siedem zakładów naukowych.
Biurowiec został poddany gruntownej modernizacji – prace wewnątrz wieżowca w połowie 2019 roku były już na ukończeniu. W tym też okresie biurowiec zyskał nazwę GIG Office Point.
Na początku lutego 2022 roku w systemie REGON działało 18 aktywnych przedsiębiorstw z siedzibą przy alei W. Korfantego 79. Swoje placówki miały tutaj m.in.: Centrum Rozwoju Kompetencji Głównego Instytutu Górnictwa, centrum nurkowe, zakład poligraficzny, dystrybutor wyrobów z dziedziny techniki napędów czy biuro geologiczne.

## Charakterystyka

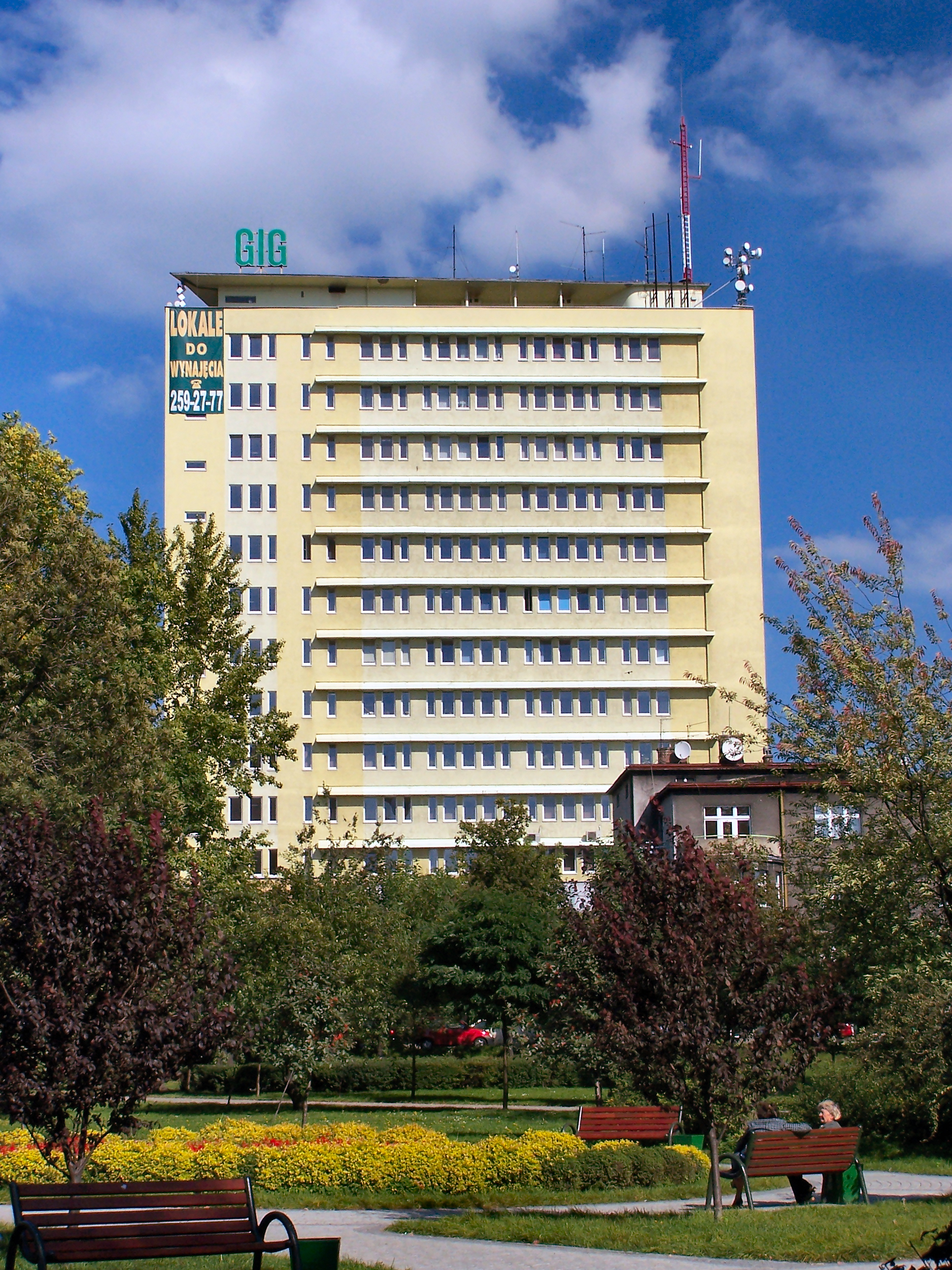
Wieżowiec w 2006 roku

Biurowiec GIG Office Point położony jest przy alei W. Korfantego 79 w Katowicach, na terenie dzielnicy Koszutka. 
Wieżowiec posiada 13 kondygnacji nadziemnych, wysokość budynku do dachu wynosi 56 m, zaś całkowita wysokość wynosi 65 m. Łączna powierzchnia biurowa budynku wynosi około 3800 m². Wieżowiec ma kształt smukłego prostopadłościanu powstałego na planie prostokąta, który wystaje większej powierzchniowo niskiej części biurowca. Ostatnia kondygnacja wieżowca jest płytsza i węższa, co umożliwiło powstanie w tamtym miejscu tarasu odsłoniętego wysuniętym dachem. Dzięki szkieletowej konstrukcji wieżowca można było wstawić do budynku duże okna. Klatki schodowe wieżowca umieszczono w narożnikach budynku.
Niska, dwukondygnacyjna część wieżowca powstała na planie wydłużonego prostokąta z dziedzińcem wewnątrz niego. Parter jest podcięty, a nadwieszone piętro pierwotnie prawie w całości było wypełnione pasami dużych okien. 
Wieżowiec po licznych przebudowach utracił swoje pierwotne walory architektoniczne, zaś pierwotny projekt wieżowca GIG zakładał bardziej nowoczesne podejście do budynku – zakładał on wykonanie całkowicie przeszklonej ściany osłonowej z wyeksponowaniem konstrukcji budynku. 
Budynek wyposażony jest m.in. w system monitoringu, klimatyzację i windy, zaś w wieżowcu urządzone są biura w układzie gabinetowym, sale konferencyjne, kawiarnia i gabinet odnowy biologicznej. Przy budynku funkcjonuje m.in. paczkomat InPost, stacja ładowania pojazdów elektrycznych i nadziemny parking.